# Masthuggskirche (Göteborg)

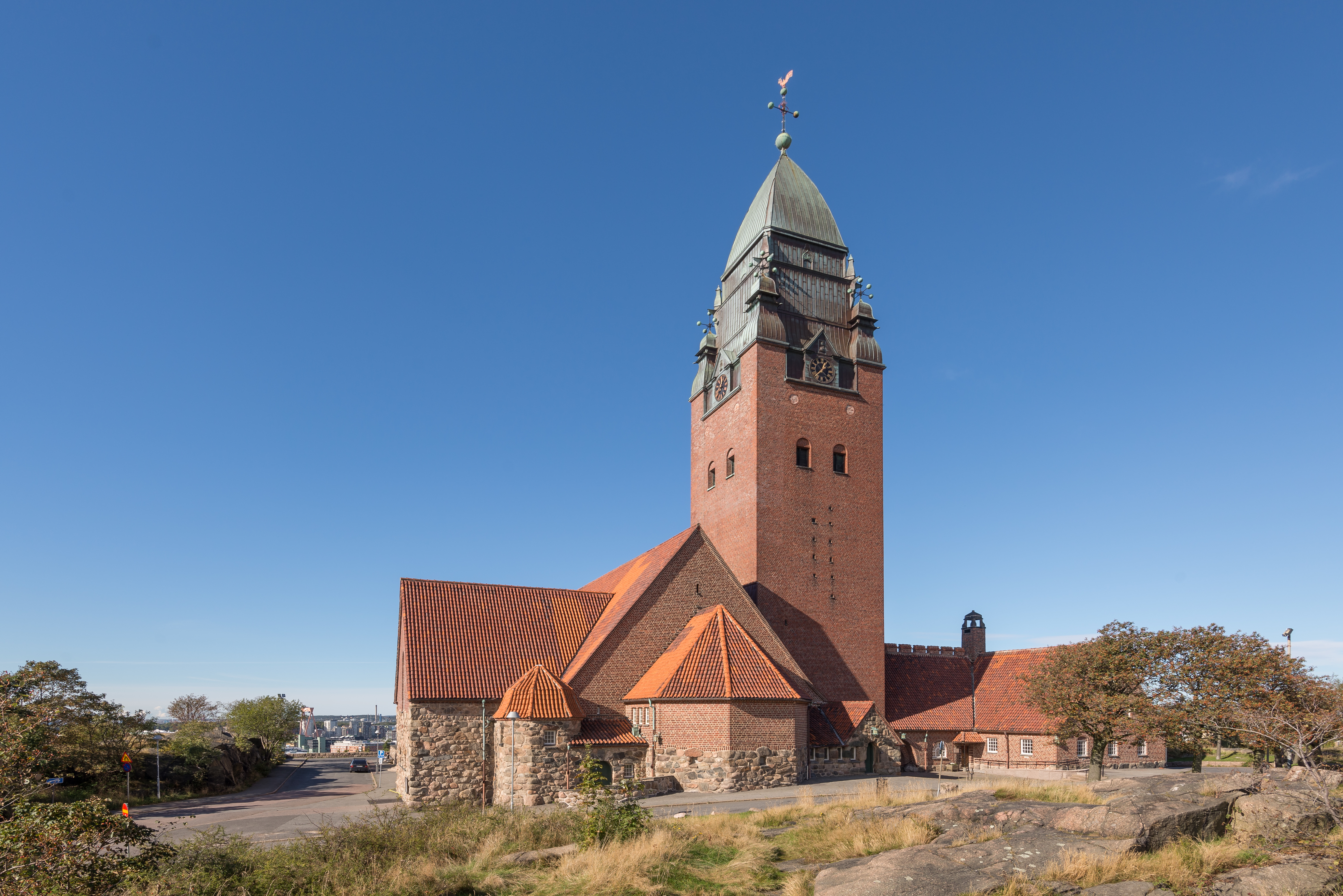
Göteborg, Masthuggskirche

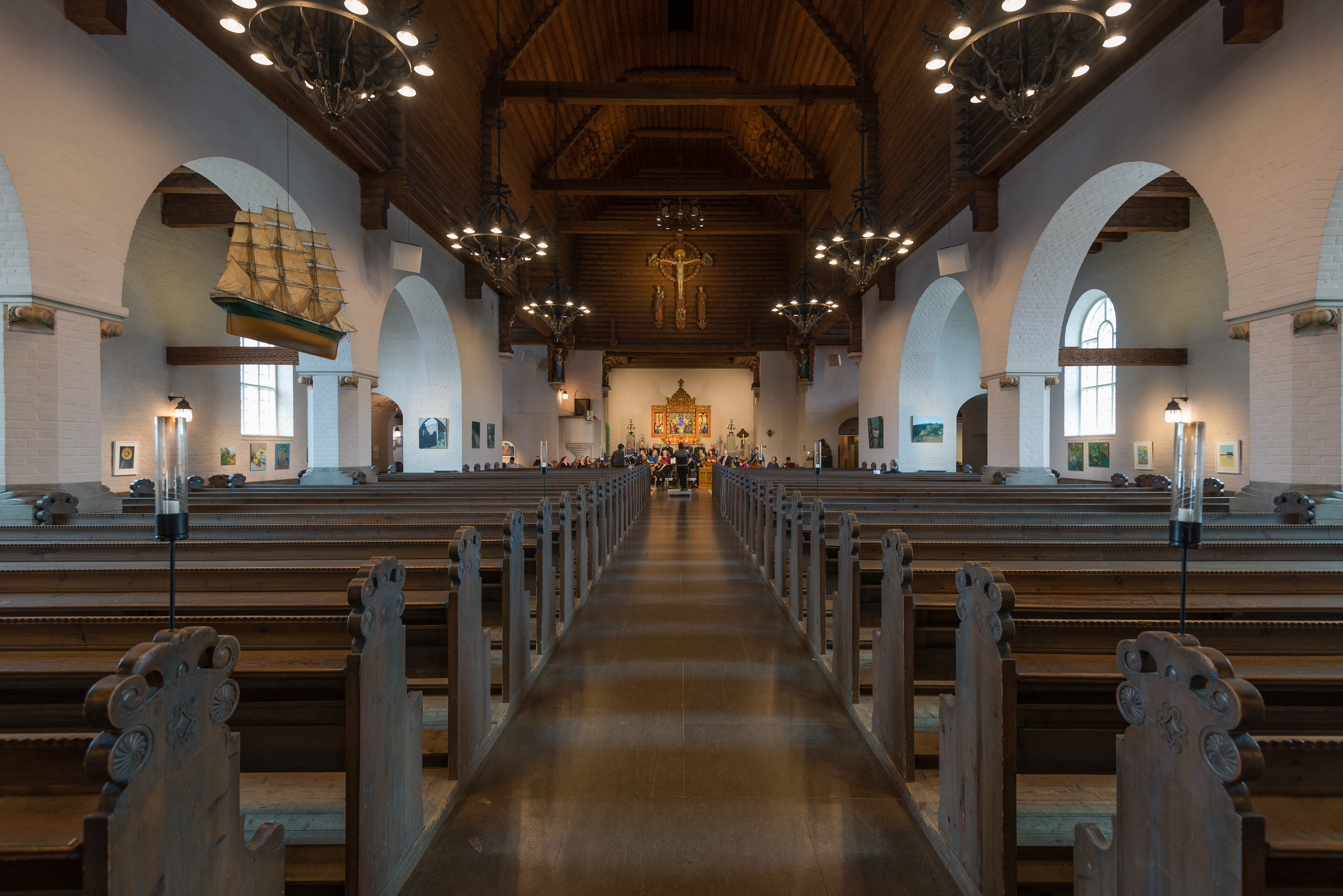
Göteborg, Masthuggskirche innen

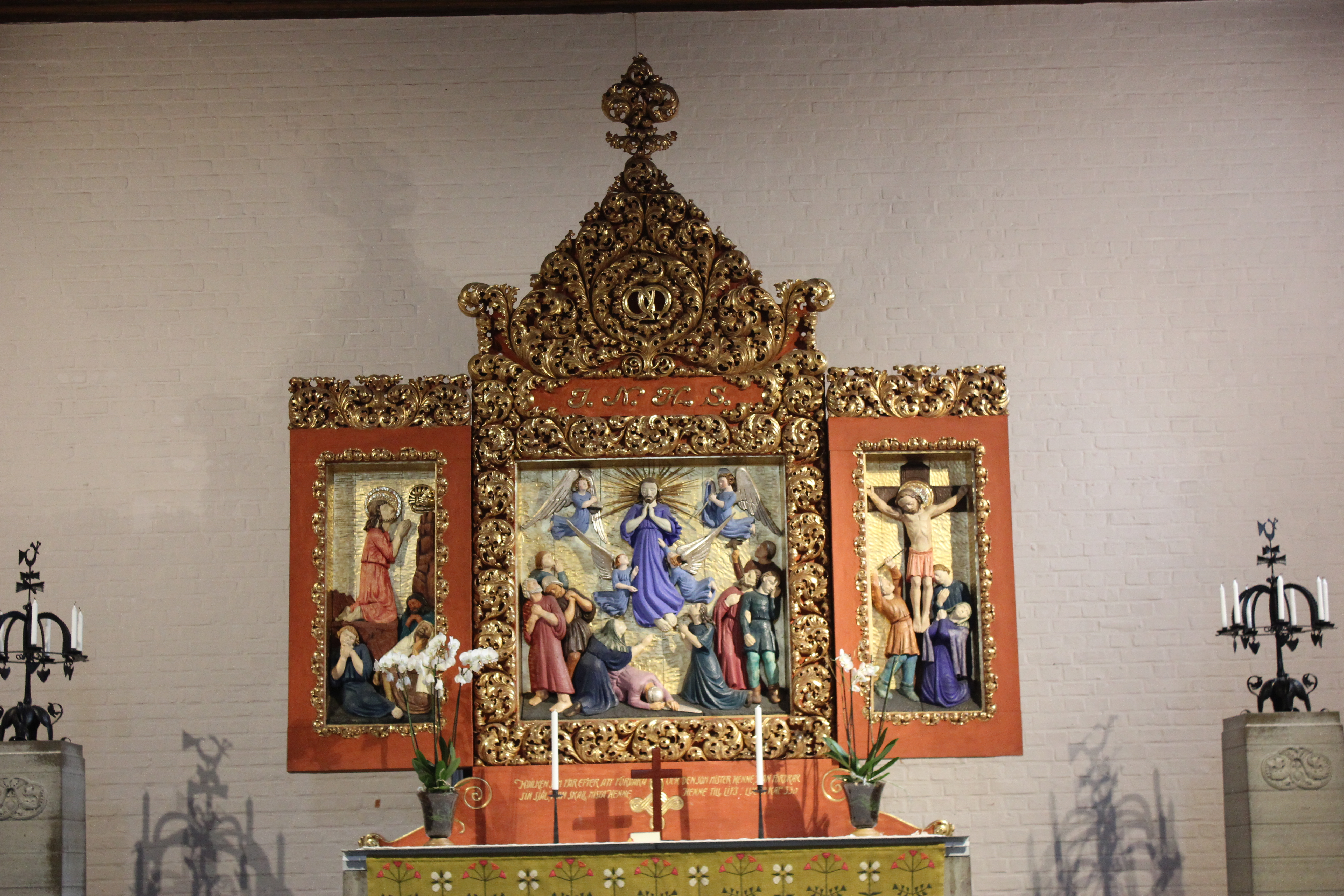
Göteborg, Masthuggskirche Flügelaltar

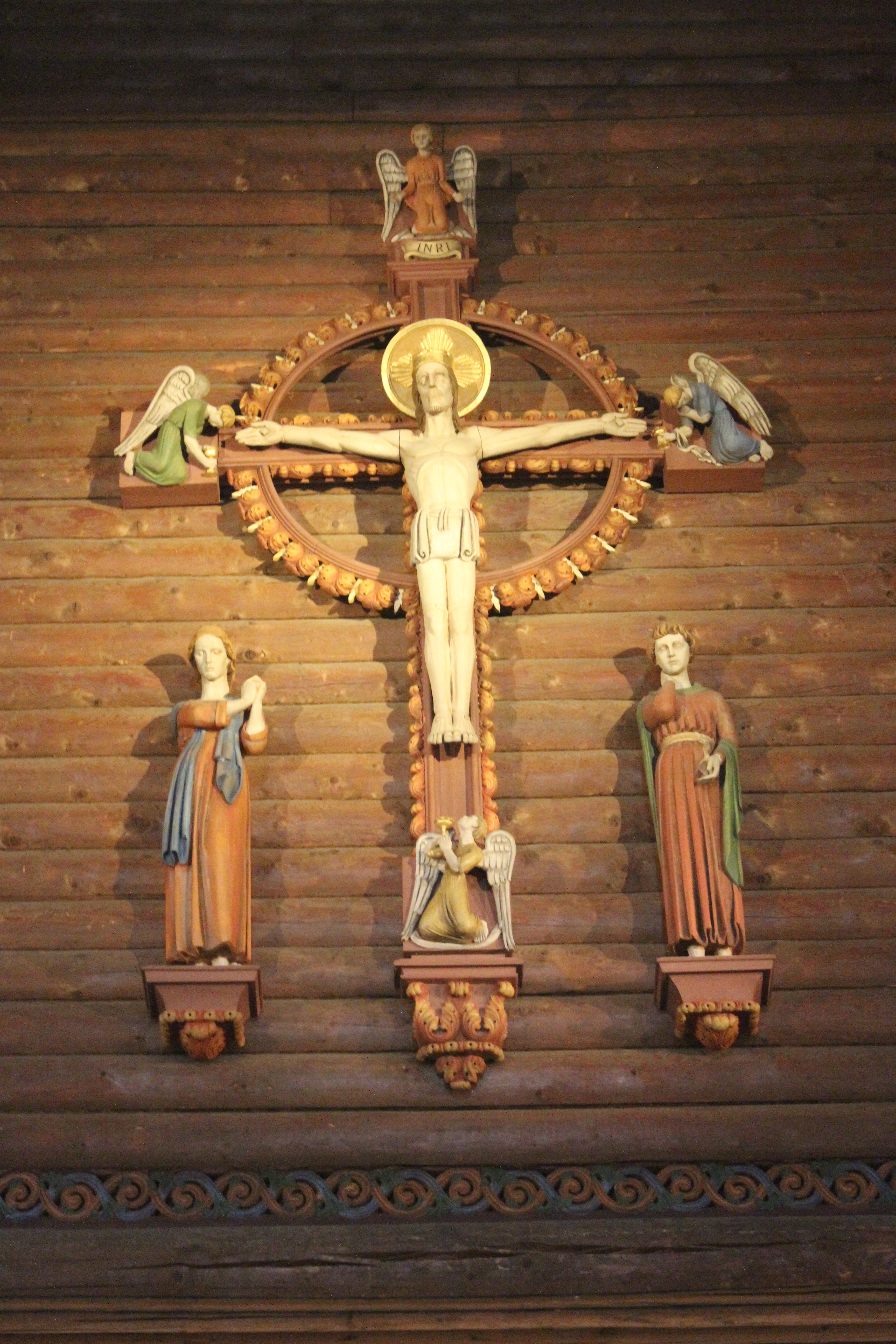
Göteborg, Masthuggskirche Triumphkreuz

Die evangelisch-lutherische Masthuggskirche von 1914 im skandinavischen Stil der Nationalromantik liegt im Stadtteil Stigberget im Stadtbezirk Majorna-Linné der schwedischen Stadt Göteborg und gilt als einer der schönsten Aussichtspunkte der Stadt. Ihren Namen hat sie von dem Stadtteil Masthugget, der zusammen mit Stigberg die Masthugget Församling (Kirchengemeinde Masthugget) bildet.

## Architektur
Dank ihrer Lage auf einem Hügel oberhalb des Göta älv kurz vor dessen Mündung in den Kattegat gilt die Masthuggskirche als einer der schönsten Aussichtspunkte in Göteborg. Die Kirche wurde von Sigfrid Ericsson entworfen und 1914 eingeweiht. Sie ist in dem für Skandinavien typischen Stil der Nationalromantik gebaut, der an die Wikingerzeit und das Mittelalter erinnert. Die hölzerne Decke führt auf die alte schwedische Bauweise und einen Schiffsrumpf zurück. Einheimisches Baumaterial prägt die Kirche. Die Fassade besteht aus von Hand geschlagenen roten Ziegelsteinen, spärlich geschmückt mit weißen Fugen.

## Ausstattung
Der Flügelaltar von Sigfrid Ericsson wurde zur Einweihung der Kirche 1914 hergestellt. Die Reliefs in den Flügeln stammen von der Bildhauerin Ninnan Santesson. Es ist ein Triptychon mit verschiedenen Motiven: im mittleren Feld die Auferstehung, links Getsemani und rechts die Kreuzigung. Der Altar und der Ring davor sind aus Speckstein hergestellt.
Das Triumphkreuz wurde 1925 von Ninnan Santesson nach dem Vorbild eines mittelalterlichen Kreuzes geschnitzt. Christus ist mit einer Königs- anstatt mit einer Dornenkrone abgebildet, er hat den Tod besiegt; Maria und Johannes trauern auf beiden Seiten am Fuß des Kreuzes.
Im Jahr 2009 wurde die Ikone „Seesturmerzählung bei Markus“ für die Kirche bei dem Ikonenmaler Erland Forsberg bestellt.
Das 1911 vom Architekten Arne Tollbohm entworfene Taufbecken wurde von Sigfrid Ericson aus Sandstein von der schwedischen Insel Gotland gehauen.
Die Orgel hat 64 Register und ist die größte im Bistum Göteborg. Gebaut wurde sie 1914 von der schwedischen Firma Magnusson und Söhne; 1937 und 1952 folgten Umbauten und Erweiterungen.